# Senecio arenarius
Senecio arenarius là một loài thực vật có hoa trong họ Cúc. Loài này được Thunb. miêu tả khoa học đầu tiên năm 1800.